# إن إل إي تشوبا
برايسون لوشان بوتس (من مواليد 1 نوفمبر 2002)، والمعروف باسم إن إل إي تشوبّا (بالإنجليزية: NLE Choppa) (سابقًا YNR Choppa)، هو مغني راب ومغني وكاتب أغاني وشخصية على الإنترنت. صعد إلى الشهرة من خلال أغنية «شوتا فلو» المنفردة في شهر يناير 2019، والتي حصلت على شهادة البلاتينية من قبل رابطة صناعة التسجيلات الأمريكية وبلغت ذروتها في المركز 36 على ترتيب بيلبورد هوت 100. ظهرت الأغنية في أول ألبوم قصير له كوتونوود.
أصدر بوتس ألبومه الأول من الاستوديو توب شوتا (2020) والذي بلغ ذروته في المرتبة 10 على بيلبورد 200 واحتوى على أغنيتي «كيملوت» و «واك إيم داون»، والتي وصلت إلى المركز 36 في ترتيب بيلبورد هوت 100. تم إصدار الشريط الثاني دارك تو لايت في 1 نوفمبر 2020، وهو يوم ميلاده الثامن عشر.

## حياة سابقة
ولد بوتس لأم جامايكية وأب نيجيري. نشأ في ممفيس، تينيسي في منطقة باركواي فيليدج، كما التحق بمدرسة كوردوفا الثانوية كطالب سابق في مدارس مقاطعة شيلبي حيث لعب كرة السلة. بدأ العمل على أداء الأسلوب الحر (فري ستايل) مع الأصدقاء في سن الرابعة عشرة وبدأ في التعامل مع الموسيقى بجدية في سن الخامسة عشرة.

## حياة شخصية
في 20 يونيو 2020، رحب إن إل إي تشوبا بطفلته الأولى، كلوفر. وذكر أن وجود طفل في الطريق غيّر تفكيره؛ «كنت أعرف أنني بحاجة إلى التغيير وأن أكون شخصًا أفضل لابنتي».
في أغسطس 2020، انجذب إن إل إي تشوبّا نحو صحوة «روحية» على وسائل التواصل الاجتماعي، حيث أطلق قناة على يوتيوب تسمى «تشوبّا المتيقظ» (Awakened Choppa)، حيث يوثق أسلوب حياته الشمولي والأكثر صحة والذي يشمل النباتات والبستنة.
قال إنه يعاني من الاكتئاب، وغالبًا ما يغني عن هذا في موسيقاه. يمارس التأمل من أجل التعامل مع قضايا الصحة العقلية والضغوط حول كونه فنانًا شابًا. تم حظره من إنستغرام في أوائل عام 2020، حيث أنه صرح بأنه محبط من ذلك.
خلال وقت غير محدد، قضى إن إل إي تشوبّا وقتًا في مركز احتجاز الأحداث. لم يكشف أبدًا عن سبب اعتقاله، لكنه قال إن الفترة التي قضاها في الاحتجاز دفعته لتغيير مسار حياته. في إحدى حلقات مسلسله على يوتيوب «الصعود لإن إل إي تشوبّا» (The Rise of NLE Choppa)، قال إن احتجازه ساعده كثيرًا وكان «مثيرًا للانتباه».

## ديسكغرافيا

### ألبومات الاستديو
- توب شوتا (2020)

### أشرطة مطولة (ميكستيبز)
- نو لوف ذا تيك أوفر (2018)
- فروم دارك تو لايت (2020)